# Guerriero Bolli
Guerriero Bolli (Narni, 16 novembre 1915 – Narni, 29 novembre 2013) è stato uno storico italiano.

## Biografia
Sin da giovane fu un appassionato studioso di storia locale e un divulgatore del patrimonio storico e culturale di Narni e dei suoi dintorni, da Stifone a Taizzano, all'abbazia di San Cassiano, sulla quale svolse un importante lavoro di ricerca storiografica ed artistica. Si è occupato in particolare dell'Alto Medioevo narnese e del suo importante sistema chiesastico.

## Opere
- Montoro: storia di un castello umbro e di una famiglia romana, ATEL, Roma 1956
- Chiesa e Società a Terni, La Goliardica, Roma, 1982
- La Chiesa di S. Michele Arcangelo nel castello narnese di Schifanoia, Carinar, Narni, 1982
- Umbria cuore d'Italia, Editrice Trento, Trento, 1989
- Narni, da Odoacre agli Ottoni, Nuova Editoriale, Terni, 1992
- La Chiesa di S. Pietro dei Fabbri in Terni, Thyrus, 1998
- I Patrizi. Porzia Chigi Montoro, Edizioni Viviani, 2004
- Il porto fluviale di Narnia-Ameria, Burgaria bizantina, Narni, 2005
- La corte degli Ottoni e Johannes pictor optimus a Narni, Grafiche Mari, Narni 2007
- L'abbazia di San Cassiano nel monastero narnese di Belisario, Istituto Grafico Italiano, Narni, 2010
- Il Santuario Narnese della Madonna del Ponte, Kion Editrice, Terni, 2013
- Miscellanea narnese e dintorni, Kion Editrice, Terni, 2016, pubblicazione postuma

| Controllo di autorità | VIAF (EN) 238901346 · ISNI (EN) 0000 0003 8572 3568 · SBN CFIV010097 · LCCN (EN) n84113840 |